# Tír na nÓg
Tír na nÓg (även Tirnanog eller Tirnanogue), som betyder den eviga ungdomens land, är den mest kända och populära av utomvärldarna inom den keltiska mytologin.[källa behövs]
Tír na nÓg var ett land bortom kartornas gränser, på en ö långt åt väster. Man kunde endast komma dit genom att genomföra en svår och mödosam resa, eller genom att bli ditbjuden av någon av dess invånare. Tír na nÓg besöktes av både hjältar och munkar.
Landet var en plats där sjukdom och död inte existerade. Det var en plats fylld av evig ungdom och skönhet. I Tír na nÓg bodde Niamh och hennes dödlige partner Oisín. Det är motsvarigheten till det nordiska Valhall och diverse andra keltiska mytiska länder, såsom Mag Mell och Avalon.